# Paracoedomea strandi
Paracoedomea strandi là một loài bọ cánh cứng trong họ Cerambycidae.